# Imbrià superior

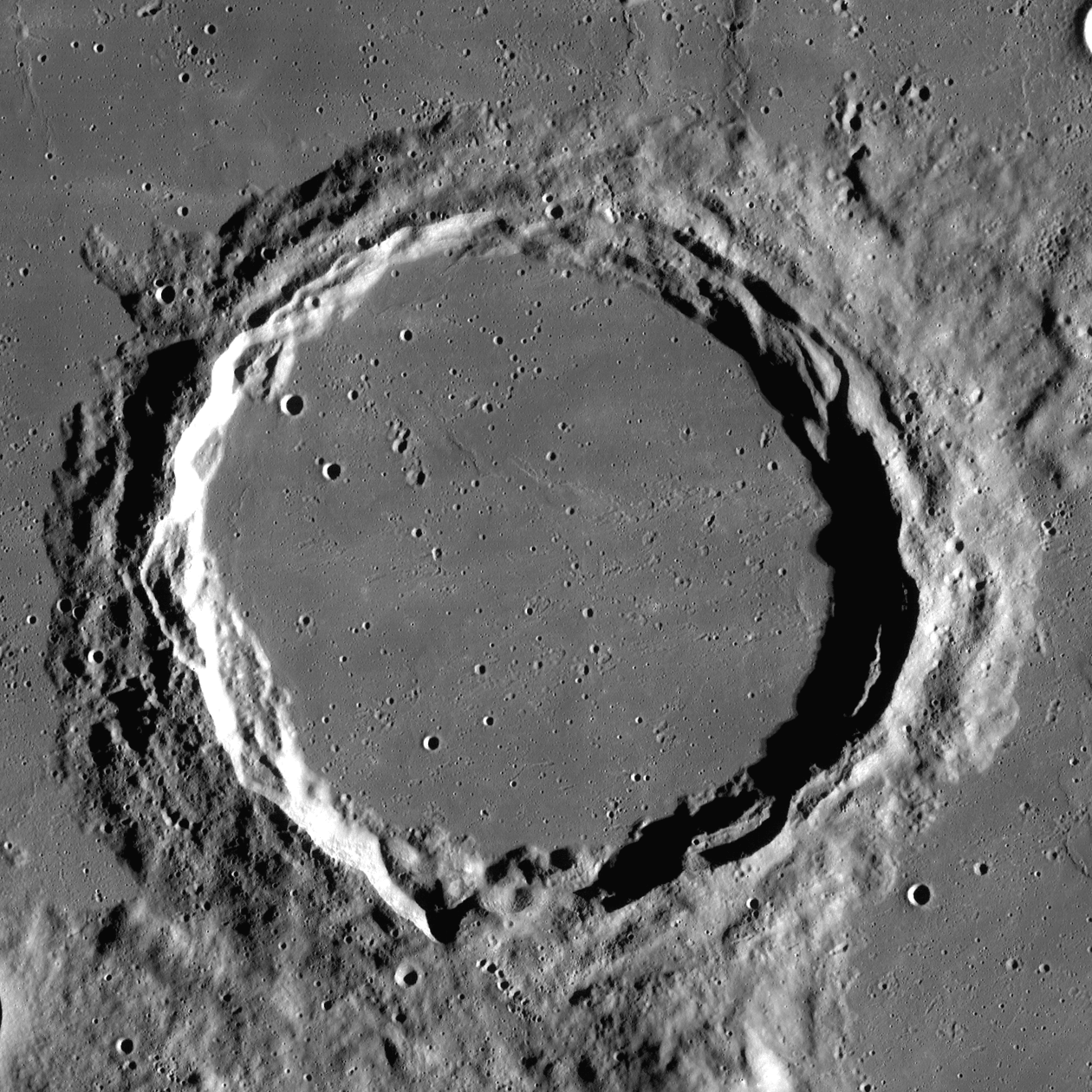
Cràter d'Arquimedes a la Lluna, format a finals del període Imbrià.

L'Imbrià superior és un període de l'escala geològica lunar que comprèn el temps entre fa 3.800 i fa 3.200 milions d'anys. El vulcanisme substituí els impactes astronòmics com a principal fenomen.
En aquest període, el mantell de sota les conques lunars es fongué parcialment i les omplí de basalts. Es creu que aquesta fosa tingué lloc perquè els impactes meteòrics debilitaren les roques de l'escorça - i van fer que el mantell s'alcés gràcies a la pressió més baixa que suportava o que l'escorça es fongués a causa de la temperatura que arribava del mantell. La majoria de minerals lunars duts a la Terra per estudiar-los pertanyen a aquest període.